# Altenburg

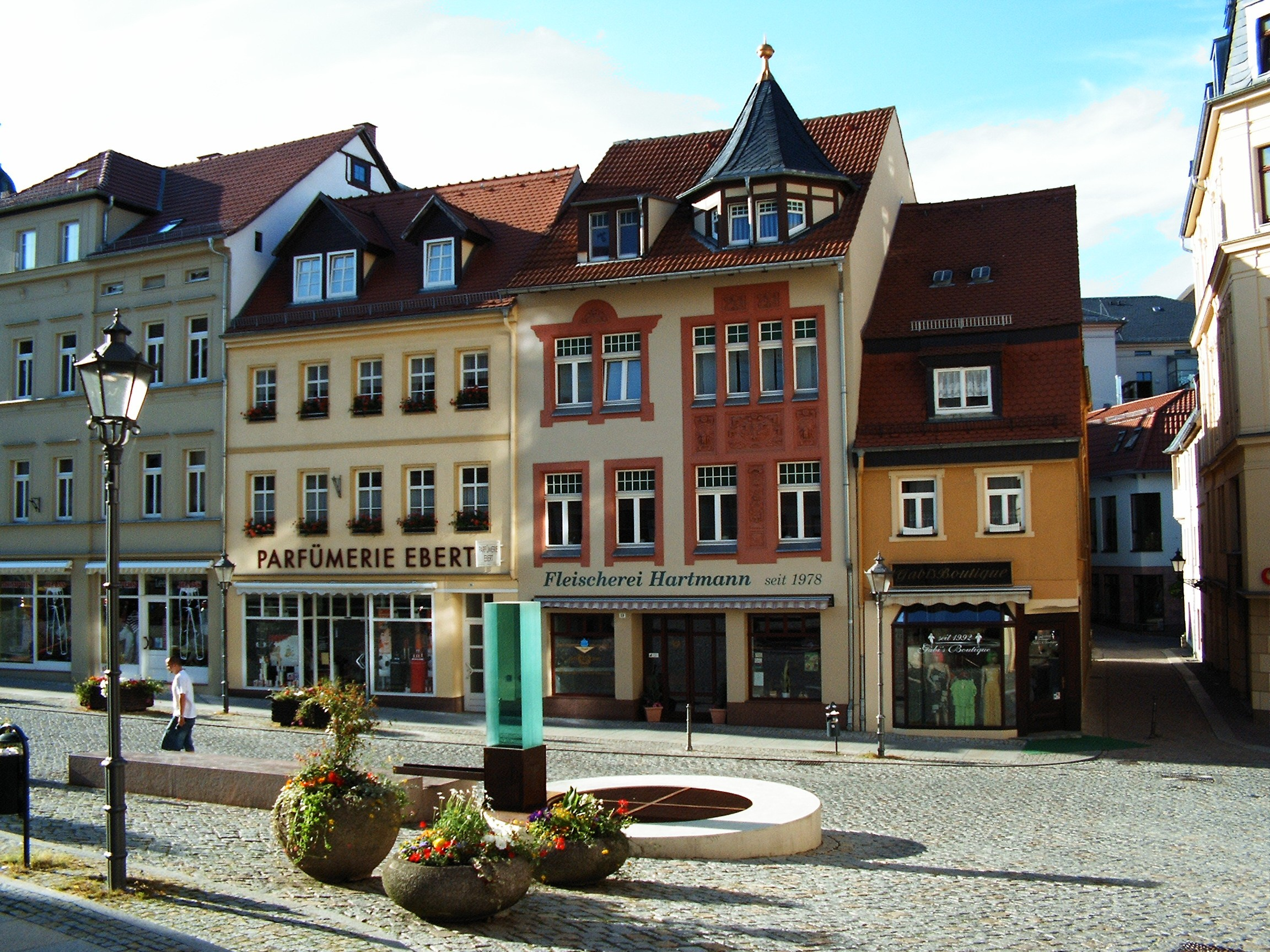
Altenburg

Altenburg (česky dříve Starohrad) je město v německém Durynsku. Leží 50 km od města Lipska. Má asi 38 000 obyvatel.
Do roku 1920 to byla metropole Saska-Altenburgu, které bylo jedním ze spolkových států Německé říše.

## Partnerská města
- Offenburg, Německo
- Olten, Švýcarsko
- Villeurbanne, Francie, 1971
- Zlín, Česko